# Вентворт (Південна Дакота)
Вентворт (англ. Wentworth) — селище (англ. village) в США, в окрузі Лейк штату Південна Дакота. Населення — 181 особа (2020).

## Географія
Вентворт розташований за координатами 43°59′49″ пн. ш. 96°57′52″ зх. д. / 43.99694° пн. ш. 96.96444° зх. д. (43.996945, -96.964546).  За даними Бюро перепису населення США в 2010 році селище мало площу 0,66 км², уся площа — суходіл.

## Демографія
Згідно з переписом 2010 року, у селищі мешкала 171 особа в 75 домогосподарствах у складі 46 родин. Густота населення становила 260 осіб/км².  Було 86 помешкань (131/км²).
Расовий склад населення:
| - 99,4 % — білих - 0,6 % — корінних американців |

До двох чи більше рас належало 0,0 %. Частка іспаномовних становила 0,6 % від усіх жителів.
За віковим діапазоном населення розподілялося таким чином: 23,4 % — особи молодші 18 років, 63,7 % — особи у віці 18—64 років, 12,9 % — особи у віці 65 років та старші. Медіана віку мешканця становила 41,4 року. На 100 осіб жіночої статі у селищі припадало 98,8 чоловіків;  на 100 жінок у віці від 18 років та старших — 104,7 чоловіків також старших 18 років.
Середній дохід на одне домашнє господарство  становив 46 091 долар США (медіана — 42 969), а середній дохід на одну сім'ю — 50 534 долари (медіана — 49 375). За межею бідності перебувало 13,4 % осіб, у тому числі 4,5 % дітей у віці до 18 років та 18,8 % осіб у віці 65 років та старших.
Цивільне працевлаштоване населення становило 85 осіб. Основні галузі зайнятості: виробництво — 34,1 %, освіта, охорона здоров'я та соціальна допомога — 16,5 %, мистецтво, розваги та відпочинок — 11,8 %, транспорт — 9,4 %.